# Fekete vitézsas
A fekete vitézsas (Spizaetus tyrannus) a madarak osztályának a vágómadár-alakúak (Accipitriformes) rendjéhez, ezen belül a vágómadárfélék (Accipitridae) családjához tartozó faj.

## Rendszerezése
A fajt Maximilian zu Wied-Neuwied német herceg, felfedező és természettudós írta le 1820-ban, a Falco nembe Falco tyrannus néven.

## Alfajai
- Spizaetus tyrannus serus (Friedmann, 1950) - Mexikó középső részétől Közép-Amerika országain át egészen Brazília középső részéig, valamint Bolívia és Peru
- Spizaetus tyrannus tyrannus (Wied-Neuwied, 1820) - Dél-Brazília, Uruguay és Argentína északkeleti része [2]

## Előfordulása
Mexikó, Costa Rica, Guatemala, Honduras, Nicaragua, Salvador, Panama, Trinidad és Tobago, Argentína, Belize, Bolívia, Brazília, Ecuador, Francia Guyana, Guyana, Kolumbia, Paraguay, Peru, Suriname és Venezuela honos.
Természetes élőhelyei a szubtrópusi és trópusi száraz erdők, síkvidéki és hegyi esőerdők, folyók és patakok környékén. Állandó, nem vonuló faj.

## Megjelenése
Testhossza 71 centiméter, szárnyfesztávolsága 115-148 centiméter, testtömege 904-1120 gramm.
|  |  |

## Természetvédelmi helyzete
Az elterjedési területe rendkívül nagy, egyedszáma ugyan csökken, de még nem éri el a kritikus szintet. A Természetvédelmi Világszövetség Vörös listáján nem fenyegetett fajként szerepel.